# Гийом I Благочестиви
Гийом Благочестиви (на френски: Guillaume Le Pieux; * 22 март 875; † 6 юли 918, Франция) е граф на Оверн (886 918), Бурж (892), Макон (893) и Лион. Маркграф е на Готия (886 – 918), първият херцог на Аквитания (909 – 918), и игумен (laienabt) на църквата St. Julien в Бриуд. На 11 септември 910 г. той основава бенедиктинския манастир Клюни.

## Живот
Той е от рода Вилхелмиди (Гелони); син е на граф Бернард Плантвелю († 886) и съпругата му Ерменгарда, дъщеря на Бернар I, граф на Оверн.
Преди 898 г. Гийом се жени за Енгелберга (Ингелбурга, Ирмингард; * 877, † сл. януари 917, Пиаченца), дъщеря на Бозон Виенски († 920/926), граф на Виен, крал на Долна Бургундия (Бувиниди), и Ерменгарда († 896), дъщеря на император Лудвиг II (Каролинги). Съпругата му е сестра на император Лудвиг III Слепи.
Гийом Благочестиви е погребан в църквата St. Julien в Бриуд. На трона го последва през 918 г. неговият племенник Вилхелм Младши († 12 декември 926), син на сестра му Аделинда (Белониди).

## Деца
- Бозон, († 25 декември 920/юни 926)
- дъщеря; ∞ Ротбалд I д’Ажел († 949), прародители на графовете на Прованс (Дом Прованс)